# John Edward Porter

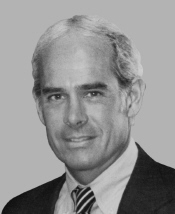
John Edward Porter

John Edward Porter (* 1. Juni 1935 in Evanston, Illinois; † 3. Juni 2022 in Fairfax, Virginia) war ein US-amerikanischer Politiker. Zwischen 1980 und 2001 vertrat er den Bundesstaat Illinois im US-Repräsentantenhaus.

## Werdegang
John Porter besuchte die öffentlichen Schulen seiner Heimat und danach bis 1953 die Evanston Township High School. In den Jahren 1953 und 1954 studierte er am Massachusetts Institute of Technology in Cambridge. Daran schloss sich bis 1957 ein Studium an der Northwestern University in Evanston an. Nach einem Jurastudium an der University of Michigan in Ann Arbor und seiner 1961 erfolgten Zulassung als Rechtsanwalt begann er in diesem Beruf zu arbeiten. Von 1958 bis 1964 gehörte Porter der United States Army Reserve an. In den Jahren 1961 bis 1963 arbeitete er für das Bundesjustizministerium. Danach war er wieder als privater Anwalt tätig. Gleichzeitig schlug er als Mitglied der Republikanischen Partei eine politische Laufbahn ein. Von 1973 bis 1979 war er Abgeordneter im Repräsentantenhaus von Illinois. Im Jahr 1978 kandidierte er noch erfolglos für den Kongress.
Nach dem Rücktritt des demokratischen Abgeordneten Abner J. Mikva wurde Porter dann aber bei der fälligen Nachwahl für den zehnten Sitz von Illinois als dessen Nachfolger in das US-Repräsentantenhaus in Washington, D.C. gewählt, wo er am 22. Januar 1980 sein neues Mandat antrat. Nach zehn Wiederwahlen konnte er bis zum 3. Januar 2001 im Kongress verbleiben. Im Jahr 2000 verzichtete er auf eine erneute Kongresskandidatur. Später arbeitete John Porter als Partner in einer großen Rechtsanwaltskanzlei.